# Morti nel 1964/Marzo
| Questa pagina contiene informazioni ricavate automaticamente dalle voci biografiche con l'ausilio del template Bio e di un bot. L'aggiornamento è periodico e automatico e ricostruisce completamente la pagina. Se manca una persona in questa lista, sei pregato di non aggiungerla, ma accertati piuttosto che la sua voce biografica contenga il template Bio e che i dati anagrafici siano correttamente compilati. Se il template Bio manca, inseriscilo tu stesso o, in alternativa, metti l'avviso {{tmp\|Bio}} che ne segnala la mancanza. Se i dati riportati sono sbagliati, correggi direttamente la voce biografica; le modifiche saranno visibili in questa lista entro pochi giorni. Per chiarimenti vedi il progetto biografie. La lista contiene solo le 75 persone che sono citate nell'enciclopedia e per le quali è stato implementato correttamente il template Bio. Pagina aggiornata al 3 mar 2024. |

- 1º marzo - Kathryn Card, attrice statunitense (n. 1892)
- 1º marzo - Francesco Maggini, filologo e critico letterario italiano (n. 1886)
- 1º marzo - Priscilla Norman, nobildonna e attivista inglese (n. 1883)
- 1º marzo - Dennis Moore, attore statunitense (n. 1908)
- 1º marzo - Pëtr Arsen'evič Romanovskij, scacchista russo (n. 1892)
- 1º marzo - Frank Southall, ciclista su strada e pistard britannico (n. 1904)
- 2 marzo - Nicolae Vasilescu-Karpen, ingegnere rumeno (n. 1870)
- 3 marzo - Gastón Mallet, architetto francese (n. 1875)
- 4 marzo - Edwin August, attore, regista e sceneggiatore statunitense (n. 1883)
- 4 marzo - Ottavio Stocchi, compositore di scacchi italiano (n. 1906)
- 5 marzo - Domenico Leoni, fantino italiano (n. 1876)
- 5 marzo - Pippo Rizzo, pittore e scultore italiano (n. 1897)
- 6 marzo - Julius Bartels, geofisico tedesco (n. 1899)
- 6 marzo - Waldemar Blatskauskas, cestista brasiliano (n. 1938)
- 6 marzo - Paolo di Grecia, sovrano greco (n. 1901)
- 6 marzo - Edward Van Sloan, attore statunitense (n. 1882)
- 7 marzo - Carlos Gouvêa Coelho, arcivescovo cattolico brasiliano (n. 1907)
- 7 marzo - Giuditta Sommaruga, filantropa italiana (n. 1875)
- 7 marzo - Samuel Stanley Wilks, statistico statunitense (n. 1906)
- 8 marzo - Franz Gabriel Alexander, psicanalista e medico ungherese (n. 1891)
- 8 marzo - Luigi Burgo, ingegnere italiano (n. 1876)
- 8 marzo - Hermenegildo Elices, calciatore spagnolo (n. 1914)
- 9 marzo - Alessio De Paolis, tenore italiano (n. 1893)
- 9 marzo - Alfred Knox, militare e politico inglese (n. 1870)
- 9 marzo - Paul Emil von Lettow-Vorbeck, generale tedesco (n. 1870)
- 9 marzo - Alexander Petrunkevitch, aracnologo e entomologo russo (n. 1875)
- 9 marzo - Paul Remlinger, medico, batteriologo e virologo francese (n. 1871)
- 9 marzo - Giovanni Voltini, pittore e scenografo italiano (n. 1875)
- 10 marzo - Luigi Amato, generale italiano (n. 1883)
- 10 marzo - Renata Borgatti, pianista italiana (n. 1894)
- 10 marzo - Bruno Cantalamessa, attore e cantante italiano (n. 1888)
- 10 marzo - Ugo Fedeli, anarchico e antifascista italiano (n. 1898)
- 10 marzo - Arthur Hohl, attore statunitense (n. 1889)
- 10 marzo - Luigi Moneta, attore italiano (n. 1870)
- 10 marzo - Léon Moussinac, scrittore, critico cinematografico e giornalista francese (n. 1890)
- 11 marzo - Cleo Madison, attrice, regista e produttrice cinematografica statunitense (n. 1883)
- 11 marzo - Pio Semeghini, pittore italiano (n. 1878)
- 12 marzo - Eugenio Bertuetti, giornalista, critico teatrale e commediografo italiano (n. 1895)
- 12 marzo - Luisa Carnés, scrittrice e giornalista spagnola (n. 1905)
- 12 marzo - Leopold Mikolasch, calciatore austriaco (n. 1920)
- 12 marzo - Abbas el-Aqqad, scrittore egiziano (n. 1889)
- 13 marzo - William Connor, ginnasta inglese (n. 1869)
- 13 marzo - Friedrich Lahrs, architetto e docente tedesco (n. 1880)
- 13 marzo - Giovanni Uberti, politico e giornalista italiano (n. 1888)
- 14 marzo - Vladimir Petrovič Batalov, attore e regista sovietico (n. 1902)
- 15 marzo - Paul Cavanagh, attore britannico (n. 1888)
- 17 marzo - Liu Fameng, insegnante cinese (n. 1902)
- 18 marzo - Sigfrid Edström, dirigente sportivo svedese (n. 1870)
- 18 marzo - Norbert Wiener, matematico e statistico statunitense (n. 1894)
- 19 marzo - John Henry Lloyd, giocatore di baseball statunitense (n. 1884)
- 20 marzo - Brendan Behan, drammaturgo e scrittore irlandese (n. 1923)
- 20 marzo - Francis D'Arcy Osborne, diplomatico britannico (n. 1884)
- 21 marzo - Giovanni Paolucci, regista e sceneggiatore italiano (n. 1912)
- 22 marzo - Archibald Colquhoun, letterato e traduttore inglese (n. 1912)
- 22 marzo - Gregorio Jover, anarchico spagnolo (n. 1891)
- 22 marzo - Addison Richards, attore statunitense (n. 1887)
- 22 marzo - Gino Zani, ingegnere sammarinese (n. 1883)
- 23 marzo - Claire Anderson, attrice statunitense (n. 1891)
- 23 marzo - Peter Lorre, attore ungherese (n. 1904)
- 23 marzo - Vasilij Vajnonen, ballerino, librettista e coreografo sovietico (n. 1901)
- 24 marzo - Villem Kapp, compositore, organista e docente estone (n. 1913)
- 24 marzo - Humberto Recanatini, calciatore argentino (n. 1898)
- 24 marzo - Florence Rockwell, attrice statunitense (n. 1887)
- 25 marzo - Anton Mario Lanza, scacchista italiano (n. 1899)
- 25 marzo - Benito Nardone Cetrulo, politico uruguaiano (n. 1906)
- 26 marzo - Paul A. Baran, economista statunitense (n. 1909)
- 27 marzo - Hermann Garrn, calciatore tedesco (n. 1888)
- 27 marzo - Roger Motz, politico belga (n. 1904)
- 28 marzo - Mario Balla, pallanuotista e allenatore di pallanuoto italiano (n. 1903)
- 29 marzo - Sofia Carlotta di Oldenburg, nobile tedesca (n. 1879)
- 30 marzo - Heinz Fiebig, generale tedesco (n. 1897)
- 30 marzo - Nella Larsen, scrittrice statunitense (n. 1891)
- 30 marzo - Gino Luzzatto, storico e medievista italiano (n. 1878)
- 30 marzo - Guido Sutermeister, archeologo e ingegnere svizzero (n. 1883)
- 31 marzo - Alfredo Robert, attore, regista e produttore cinematografico italiano (n. 1877)